# 比氏真巨口魚
比氏真巨口魚（学名：Eustomias bigelowi）为輻鰭魚綱巨口鱼目巨口鱼科的其中一種。分布於中西大西洋及中太平洋東部的夏威夷群島海域，為深海魚類，棲息深度可達500公尺，本魚體細長，下頷與上頷等長，具有可伸縮的吻，下巴觸鬚末端成3個分支，並具有一個球莖，體長可達19.8公分。

## 扩展阅读
維基物種上的相關：比氏真巨口魚